# Абу-Ель-Гарадік – Аламейн – Ель-Хамра
Абу-Ель-Гарадік – Аламейн – Ель-Хамра – нафтопровід на північному заході Єгипту, через який із пустелі вивозиться продукція ряду родовищ басейнів Абу-Ель-Гарадік та Аламейн.
У 1968 році почали видобуток на нафтовому родовищі Аламейн (перше за часом відкриття та введення в розробку у єгипетській Західній пустелі). Для вивозу його продукції в напрямку Середземного моря проклали нафтопровід довжиною 40 км та діаметром 400 мм, а на узбережжі спорудили експортний термінал Ель-Хамра, який в подальшому став вузловим інфраструктурним об’єктом у обслуговуванні більшості басейнів Західної пустелі.
В 1970-х роках через Аламейн також спрямували нафту кількох інших родовищ басейну Аламейн (Йідіма, Раззак), втім, значно більше значення мало під’єднання до Аламейну нафтопроводу від родовища Абу-Ель-Гарадік, яке було введене в розробку у 1973-му та знаходилось значно далі від узбережжя у однойменному басейні. В межах останнього проекту від Абу-Ель-Гарадік проклали лінію в діаметрі 300 мм, а загальна довжина системи Абу-Ель-Гарадік – Аламейн – Ель-Хамра досягнула 140 км. 
Пропускна здатність нафтопроводу від Абу-Ель-Гарадік рахується на рівні 60 тисяч барелів на добу, при цьому він обслуговує не лише власне родовище. Так, ще в 1980-х роках через Абу-Ель-Гарадік почали вивозити нафту General Petroleum Company (GPC), яка розпочала експлуатацію родовищ GPT та GPY. А в 2010-х через GPC пішла нафта з блоку Абу-Сеннан, розробкою якого опікується консорціум на чолі з Kuwait Energy. Крім того, до Абу-Ель-Гарадік через конверсовану ділянку Південного газопроводу надходить нафта з блоку Дабаа-Південь, де інвестором виступає туніська HBSIE.
Ділянка Абу-Ель-Гарадік – Аламейн первісно знаходилась в управлінні компанії GUPCO, а потім перейшла до Khalda Petroleum Company (компанії-оператори, які займались/займаються розробкою родовища Абу-Ель-Гарадік), тоді як відтинок Аламейн – Ель-Хамра належить Western Desert Petroleum Company (WEPCO, первісно було створена як компанія-оператор для родовища Аламейн, проте наразі вже повністю належить єгипетській державі).